# 揖屋町
揖屋町（いやちょう）は、島根県八束郡にあった町。現在の松江市東出雲町揖屋にあたる。

## 地理
- 湖沼：中海[1]
- 河川：市の原川[1]
- 山岳：宮山、愛馬山[1]

## 歴史
- 1889年（明治22年）4月1日、町村制の施行により、意宇郡揖屋村が単独村制施行し、揖屋村が発足[1][2]。
- 1896年（明治29年）4月1日、郡の統合により八束郡に所属[2]。
  - 同年、揖屋農会設立[1]。
- 1906年（明治39年）無限責任揖屋村信用組合設立[1]。
- 1906年（明治40年）広瀬銀行揖屋支店開設[1]。
- 1914年（大正3年）保証責任揖屋漁業組合設立[1]。
- 1923年（大正12年）山陰合同銀行揖屋支店開設[1]。
- 1935年（昭和10年）1月1日、町制施行し揖屋町となる[1][2]。
- 1947年（昭和22年）11月29日 - 昭和天皇が佐藤造機（農機具メーカー）を視察（昭和天皇の戦後巡幸）[3]。
- 1949年（昭和24年）揖屋保育園開設[1]。
- 1953年（昭和28年）揖屋農業協同組合・揖屋商工会設立[1]。
- 1954年（昭和29年）4月1日、八束郡出雲郷村、意東村と合併して東出雲町を新設し廃止[1][2]。

## 産業
- 農業、漁業[1]

## 交通

### 鉄道
- 1908年（明治41年）国有鉄道山陰本線、揖屋駅を開設[1]。

### 県道
- 島根県道191号揖屋停車場線[1]